# Аносово (Амурская область)
Ано́сово — село Шимановского района Амурской области России, входит в состав Нововоскресеновского сельсовета.
Основано в 1857 году. Названо в честь горного инженера, первооткрывателя россыпей золота в Приамурье Н. П. Аносова.

## География
Село Аносово располагается по левому берегу реки Ульмин в 3 км от места её впадения в Амур.
Возле села находится исторически сложившаяся низменность, в прошлом занятая более полноводной рекой Амур, об этом свидетельствует большое количество озёр, которых здесь больше десятка.

## История
Было основано в 1854 году на берегу реки Амур и названо в честь поручика Корпуса горных инженеров, чиновника особых поручений Аносова Павла Петровича, возглавлявшего на Дальнем Востоке Амурскую золотопоисковую партию.

## Население
| 2002 | 2010 | 2012 | 2013 | 2014 | 2015 | 2016 |
| ---- | ---- | ---- | ---- | ---- | ---- | ---- |
| 165  | ↘128 | ↘117 | ↘104 | ↗112 | ↘106 | ↘99  |
| 2017 | 2018 |      |      |      |      |      |
| ↘98  | ↘96  |      |      |      |      |      |

Коренным населением принято считать манегров. С 2008 года ряд Амурских изыскателей во главе с коренным поселенцем Мешковым Дмитрием проводят исследование территории, которую ранее населяли манегры. Здесь были найдены землянки, где жили и обитали манегры.
Предположительно манегры вели оседлый образ жизни, охотились, ловили рыбу. Местонахождение землянок на возвышенности говорит о полноводности Амура и его притоках.
Близость землянок друг к другу также свидетельствует о том, что манегры жили общиной.
В наше время основное население села составляют русские, украинцы и армяне, прибывшие по программе переселения.

## Экономика
Животноводство, подсобное хозяйство.
В 2010 годах по программе развития Министерства сельского хозяйства в Аносово был завезен Австралийский крупно-рогатый скот. В настоящее время местное население трудится на современной ферме, созданной по самым передовым технологиям.

## Пограничный режим
Государственная граница с КНР проходит по реке Амур. При въезде действует контрольно-пропускной режим.